# Breve (Schriftstück)
Breve (von lateinisch brevis, ‚kurz‘) bezeichnete ursprünglich jede kürzere Zuschrift.
Das Breve war in Italien und auf der iberischen Halbinsel eine Urkundenart, die keine dispositive Charta war, sondern eher zu den Beweisurkunden gehörte (Notitia). Es konnte sich auch um einen Auszug aus einem Polyptychon handeln, also um urbariale Aufzeichnungen. Kurzfassungen von Rechtstexten konnten ebenfalls so bezeichnet werden.
Von Breve leitet sich das deutsche Wort „Brief“ ab.

## Breve als Papsturkunde
Als Gattung der päpstlichen Urkunden ist das Breve zuerst 1390 nachweisbar, es wird jedoch vermutet, dass bereits Urban VI. Breven hat ausstellen lassen. In größerer Zahl finden sie sich seit Martin V. Zunächst dienten sie für politische Korrespondenz und für Angelegenheiten der päpstlichen Verwaltung im Kirchenstaat (brevia de curia), später konnten auch Dispense und Delegationsreskripte auf Bitten von Antragstellern als Breve ausgefertigt werden (brevia communia). Da die Breven nicht den Öffentlichkeitsregeln der päpstlichen litterae unterworfen waren, konnte ihr Inhalt länger geheim bleiben. Pfründenprovisionen bedurften stets der Form der littera, da deren Inhalt der Möglichkeit des Widerspruchs durch Betroffene unterzogen werden musste.
Im moderneren Sprachgebrauch bezeichnet Breve ein päpstliches Schreiben, das sich von der Bulle außer durch seine Kürze auch durch die geringere Feierlichkeit unterscheidet. Es wird vom Papst ohne Beirat oder Beschluss der Kardinäle erstellt.
Ein Breve enthält stets offizielle Entscheidungen und Verordnungen und ist daher von einem Motu proprio (einem „Privatschreiben“ des Papstes) zu unterscheiden. In der Intitulatio wird als Titel „Papa“ (Vater) mit der Ordnungszahl verwendet. Derjenige, an welchen das Breve gerichtet ist, wird mit „Dilecte fili“ (geliebter Sohn) oder entsprechenden Formen ohne Nennung von Eigennamen angeredet. Daran schließt sich die übliche Grußformel (Salutatio). Die genaue Bezeichnung des Adressaten mit Namen findet sich auf der Rückseite, da die auf schmalen Pergamentstreifen geschriebenen Breven verschlossen expediert wurden. Als offene Breven (brevia aperta) werden seit dem späten 15. Jahrhundert Indulgenzbreven mit allgemeiner Anredeformel, Breven Ad perpetuam rei memoriam, die mit dieser Formel anstelle von Anrede und Gruß in Großbuchstaben beginnen, sowie Breven, die an Juden gerichtet sind (mit abweichender Grußformel ohne „Dilecte fili“) expediert.
Die Urkunde wird in der Secretaria brevium ausgefertigt. Das Breve wird nicht vom Papst, sondern nur vom Sekretär der Breven (ital. Segretario dei Brevi) unterzeichnet – seit dem 16. Jahrhundert zusätzlich vom Skriptor – und an Stelle des Bleisiegels mit dem Siegel des Papstes, dem Fischerring, in rotem Wachs versehen. Seit Beginn des 16. Jahrhunderts findet eine regelmäßige Registrierung in den Brevenregistern statt. Ob schon seit Martin V. Breven registriert wurden, ist strittig.
Die Datierung beginnt „Datum Romae (dahinter wird immer eine der Hauptkirchen genannt, meist apud Sanctumpetrum) sub anulo piscatoris“ (Gegeben zu Rom (bei Sankt Peter) unter dem Ring des Fischers). Es folgen Tag, Monat, Jahr sowie die Angabe des Pontifikatsjahres, die weit auseinandergezogen geschrieben wird, um die letzte Zeile auszufüllen.
Durch Erlass des Papstes Leo XIII. vom 29. Oktober 1879 wurden die Hauptunterschiede zwischen Breve und Bulle beseitigt.

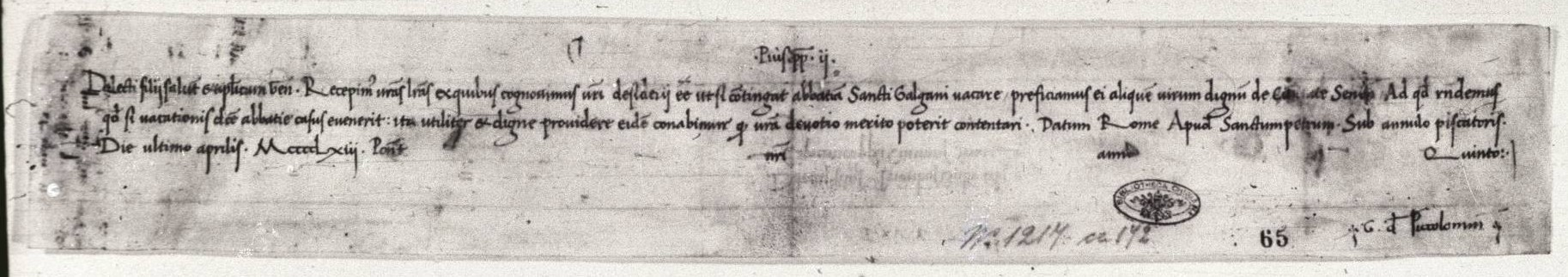
Breve Pius II. von 1463
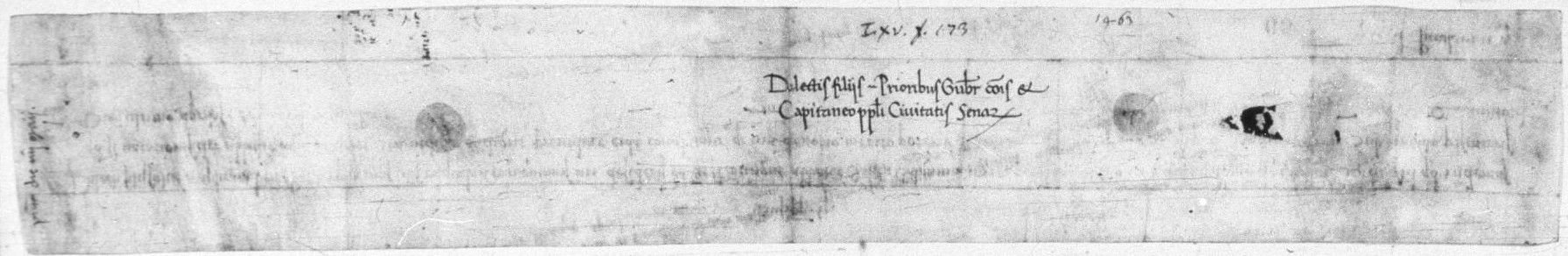
Rückseite des Breves mit Adresse
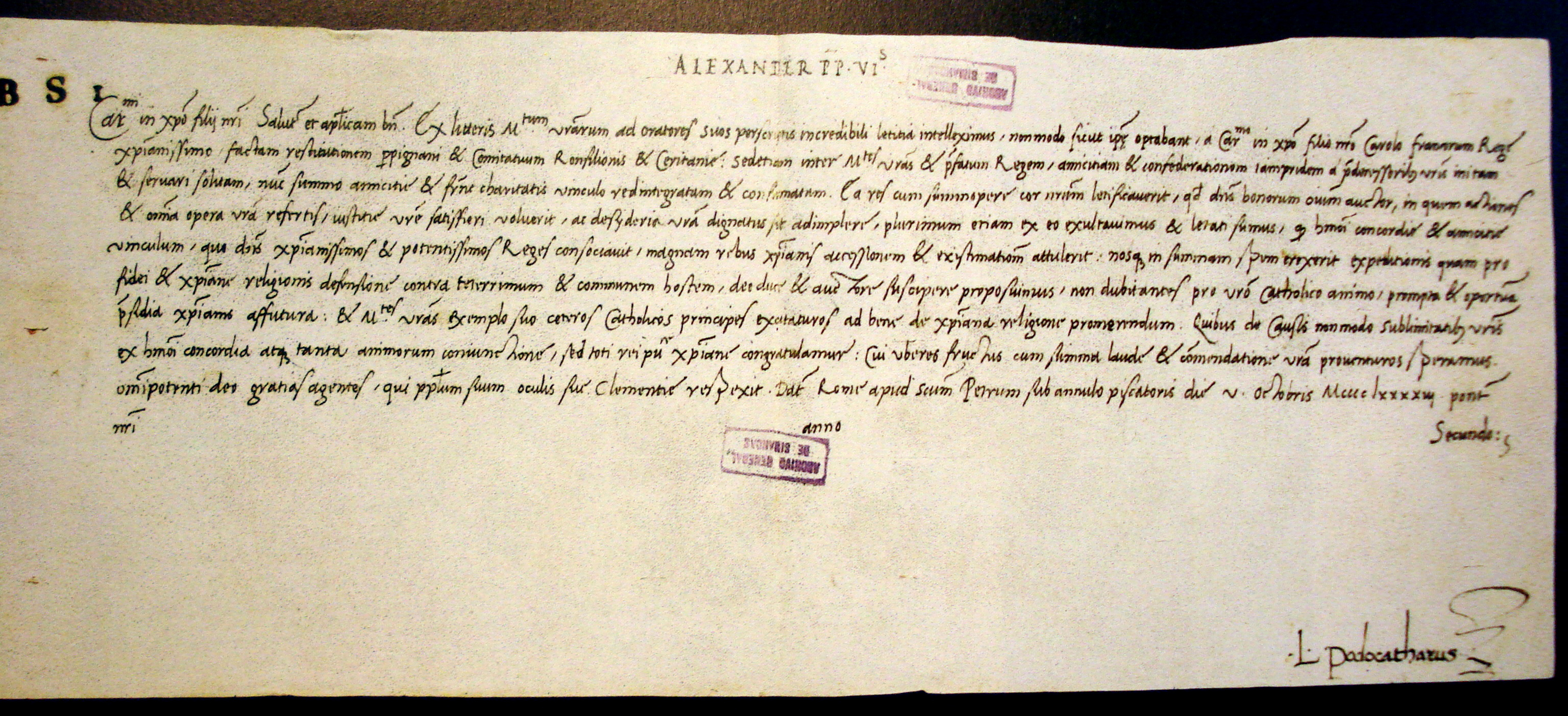
Breve Alexanders VI. von 1493
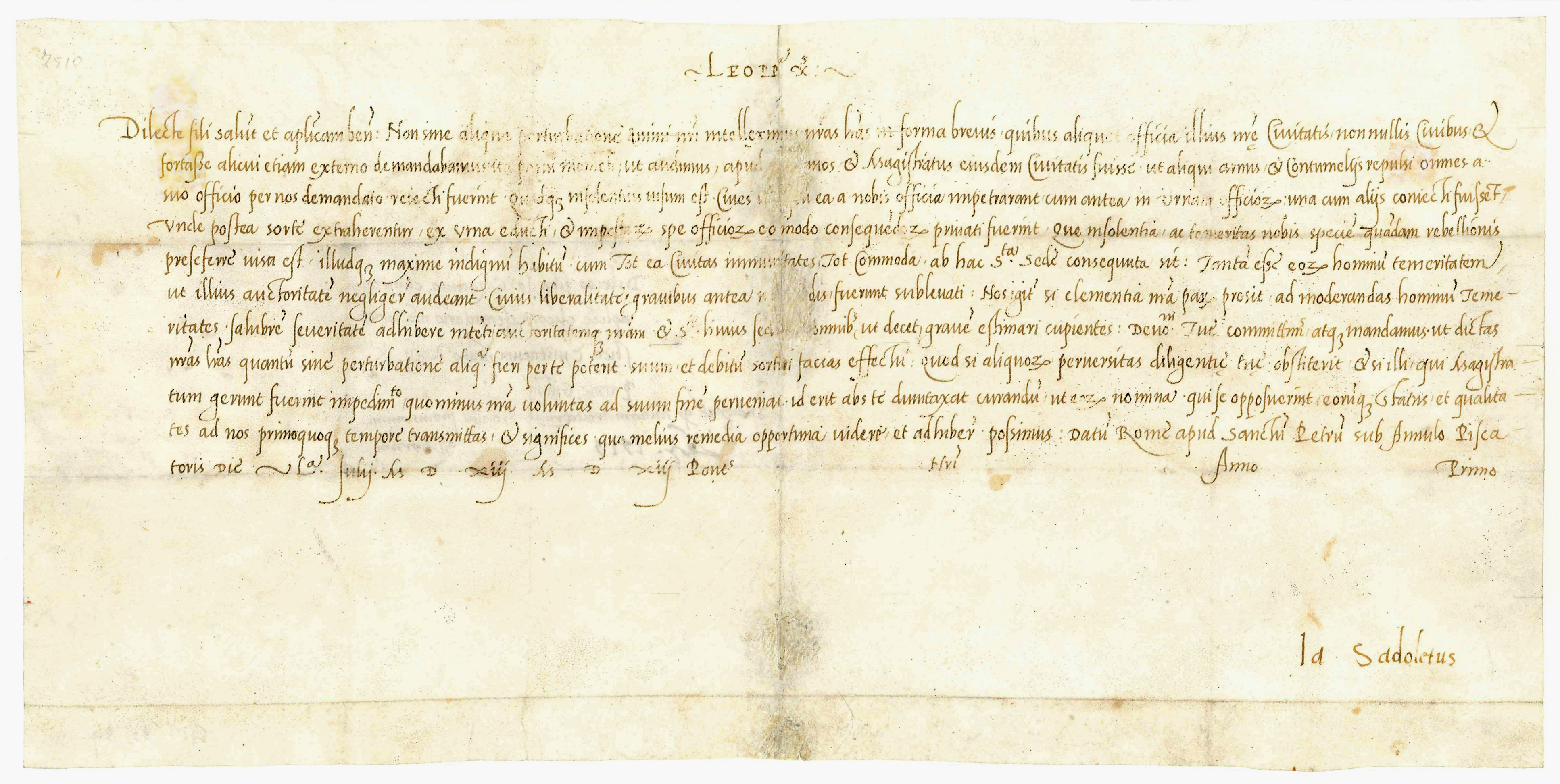
Breve Leos X., 1513 von Arrighi in Cancellaresca geschrieben

## Die Brevenschrift als Modell für die kursive Drucktype

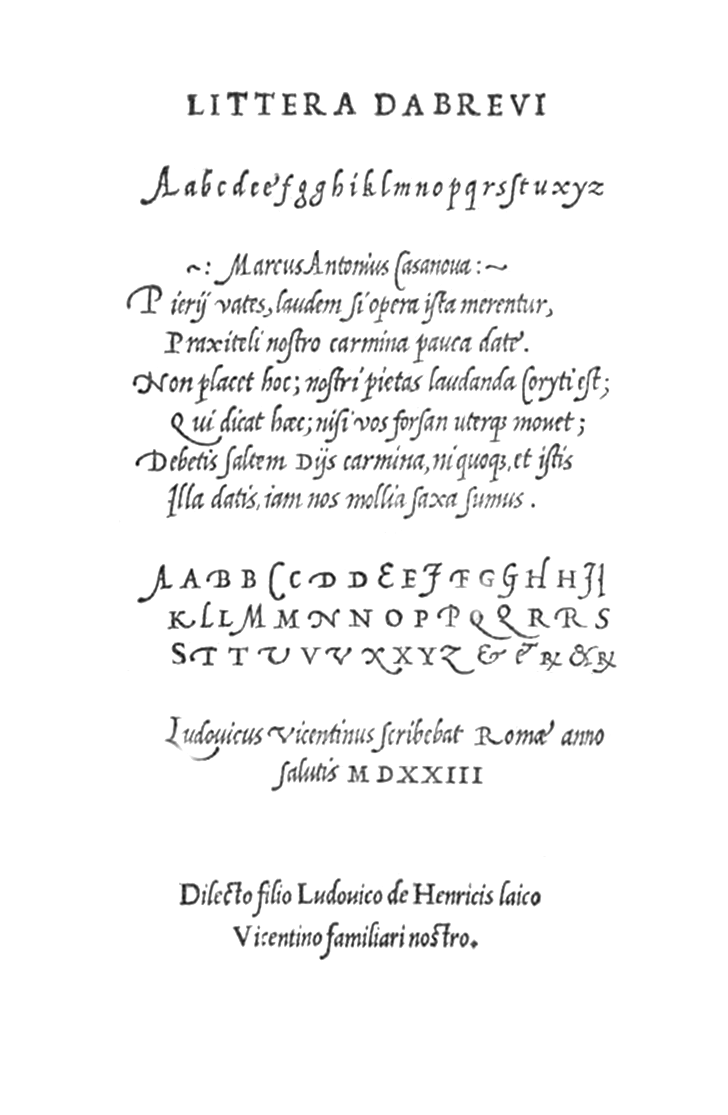
Ludovico degli Arrighi: Littera da brevi. Rom 1523.

Im 15./16. Jh. kristallisierte sich in der päpstlichen Kanzlei speziell für die Gestaltung von Breven eine neue Schriftform, die Cancellaresca italica, heraus, die nachhaltige Auswirkungen auf die europäische Schriftentwicklung hatte. Unter dem Einfluss humanistisch gebildeter Sekretäre, die bestrebt waren, die Schrift zu vereinfachen, setzte diese Form der Kanzleischrift als Littera da brevi die Abkehr von der gotischen Schreibweise fort.
Im Vergleich zur Humanistica currens, einer eher individuell geprägten Schreibschrift, war die humanistische Kanzleischrift durch eine straffere Formgebung, schmallaufenden Duktus und weniger einzügige Buchstabenverbindungen gekennzeichnet. Mit ihrer eleganten Wirkung und ihrer einfachen Schreibweise fand sie bald Anhänger unter Gelehrten, Künstlern und anderen Angehörigen der gebildeten Schicht, sodass sie sich schnell auch außerhalb der päpstlichen Kanzlei verbreitete. Ihre Eigenschaften als platzsparende Schrift machten sie für die Verwendung als Drucktype besonders geeignet. 1501 wurde sie erstmals von Aldus Manutius für den Druck gegossen. Das war der Start für die Entwicklung der Kursive zunächst als selbständige Drucktype, die aufgrund ihrer Entstehung in Italien den Namen Italic erhielt. Erst ein halbes Jahrhundert später sicherte sich die Kursive ihren Platz als „Schwesternschrift“ der Antiqua.
Einen herausragenden Beitrag zur ästhetischen Vervollkommnung dieses Schriftstils leistete der Kalligraf Ludovico degli Arrighi, genannt Vicentino, der seit 1515 in der päpstlichen Kanzlei als scrittore de brevi apostolici (päpstlicher Brevenschreiber) tätig war. 1522 widmete er der Cancellaresca italica das erste Schreibmeisterbuch (La Operina), dem zahlreiche Anleitungen von anderen italienischen und spanischen Kalligrafen folgten (zum Beispiel von Tagliente, Palatino, Amphiareo, Cresci, Yciar und Lucas). 1523 gab Arrighi selbst als zweiten Teil der Operina noch ein weiteres Büchlein heraus, in dem er neben anderen Alphabeten auch für die Littera da brevi eine Schriftvorlage vorstellte.